# Funiculì funiculà
Funiculì funiculà è una canzone napoletana scritta nel 1880 dal giornalista Giuseppe Turco e musicata da Luigi Denza. Il testo fu ispirato dall'inaugurazione della prima funicolare del Vesuvio, costruita nel 1879, per raggiungere la cima del Vesuvio.

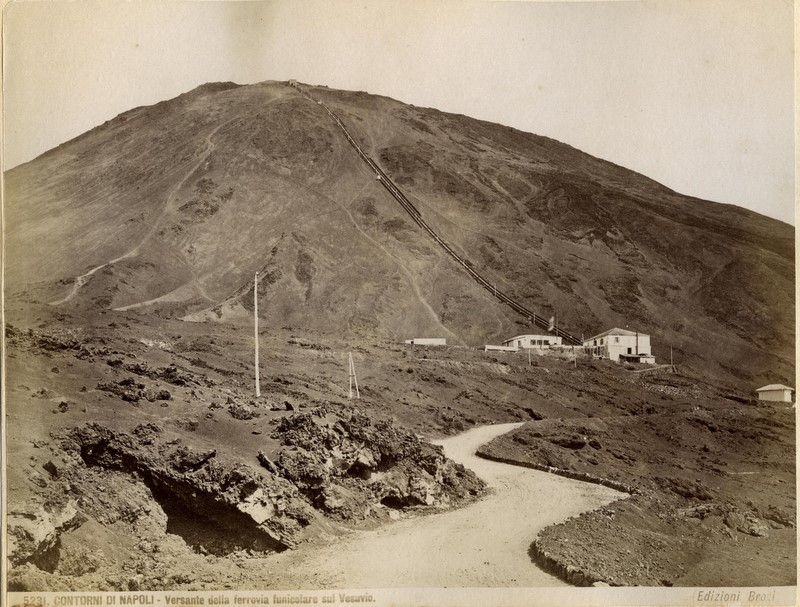
La funicolare del Vesuvio nel XIX secolo.

## Storia
La canzone è stata cantata per la prima volta nella Reggia di Quisisana a Castellammare di Stabia. Fu presentata da Turco e Denza alla festa di Piedigrotta, durante lo stesso anno e divenne immensamente popolare in Italia e all'estero. Il brano descrive quindi ai napoletani e soprattutto ai turisti i vantaggi offerti dal nuovo mezzo di trasporto, che permette di salire senza fatica, ammirando il panorama.
A inizio 1900 ne venne composta dallo stesso Denza una versione in italiano "nazionale" con un testo tuttavia caratterizzato da adattamento molto libero (Stasera, Nina mia, io son montato, te lo dirò?).
In breve tempo la melodia divenne celebre in tutto il mondo, consentendo all'editore Ricordi di venderne un milione di copie in un solo anno. Nel corso degli anni venne interpretata anche da grandi tenori, quali: Mario Lanza, Luciano Pavarotti, Beniamino Gigli, Karel Gott, Muslim Magomaev e molti altri e venne resa anche in forma orchestrale da Nikolaj Rimskij-Korsakov con il titolo Canzone napoletana (op. 63 - 1907).
La canzone è incorporata nel movimento finale del poema sinfonico Dall'Italia di Richard Strauss, ispirato dal viaggio in Italia compiuto dal compositore durante l'estate dello stesso anno e nella rapsodia Italia di Alfredo Casella.
Nel classico Disney Bongo e i tre avventurieri, una variante della canzone viene interpretata da Pippo in attesa dell'arrivo di Topolino con la cena.
Nel 1964, Giovanni D'Anzi scrisse la parodia Metropoli' Metropolà per l'inaugurazione della Metropolitana di Milano.
Nel film No grazie, il caffè mi rende nervoso, è la canzone che fa da sottofondo ogni qualvolta entra in azione il killer. La canzone è interpretata anche da Massimo Ranieri.
Nel 2° episodio dell'anime FLCL una dei protagonisti canta questa canzone (フニクリフニクラ) in un rito prima di incendiare una zona della città di Mabase.
Nel film Shine viene suonata durante un matrimonio dall'attore Geoffrey Rush che interpreta il ruolo del pianista australiano David Helfgott.
Nel 2018, è stata interpretata dal Piccolo Coro dell'Antoniano, al 61º Zecchino d’Oro.

## Testo e melodia
Aisséra, oje Nanniné, me ne sagliette,

tu saje addó, tu saje addó

Addó 'stu core 'ngrato cchiù dispietto

farme nun pò! (Farme nun pò)

Addó lu fuoco coce, ma si fuje

te lassa sta! (Te lassa sta!)

E nun te corre appriesso, nun te struje

sulo a guardà (sulo a guardà).

Jamme, jamme 'ncoppa, jamme jà,

Jamme, jamme 'ncoppa, jamme jà,

funiculì, funiculà!

funiculì, funiculà!

'ncoppa, jamme jà,

funiculì, funiculà!

Né, jamme da la terra a la muntagna!

Nu passo nc'è! Nu passo nc'è!

Se vede Francia, Proceta e la Spagna...

Io veco a tte! Io veco a tte!

Tirato co la fune, ditto 'nfatto,

'ncielo se va, 'ncielo se va.

Se va comm' 'a lu viento a l'intrasatto,

guè, saglie, sà!

Jamme, jamme  'ncoppa, jamme jà,

Jamme, jamme 'ncoppa, jamme jà,

funiculì, funiculà!

funiculì, funiculà!

'ncoppa, jamme jà,

funiculì, funiculà!

Se n'è sagliuta, oje né, se n'è sagliuta,

la capa già! (La capa già!)

È gghiuta, po' è turnata, po' è venuta,

sta sempe ccà! (Sta sempe ccà!)

La capa vota, vota, attuorno, attuorno,

attuorno a tte! Attuorno a tte!

Stu core canta sempe 'nt'o taluorno:

Spusamme, oje né! Spusamme, oje né!

Jamme, jamme 'ncoppa, jamme jà,

Jamme, jamme 'ncoppa, jamme jà,

funiculì, funiculà!

funiculì, funiculà!

'ncoppa, jamme jà,

funiculì, funiculà!
Ieri sera, oh Nannina, sono salito,

tu sai dove, tu sai dove

Dove questo cuore ingrato più dispetto

non può farmi! (Non può farmi!)

Dove il fuoco brucia, ma se fuggi

ti lascia stare! (Ti lascia stare!)

E non ti insegue, non ti strugge

solo guardando (solo guardando).

Andiamo, andiamo in alto, andiamo su,

Andiamo, andiamo in alto, andiamo su,

funiculì, funiculà!

funiculì, funiculà!

in alto, andiamo su,

funiculì, funiculà!

Dai, andiamo dalla terra alla montagna!

Non c'è un passo! Non c'è un passo!

Si vede la Francia, Procida e la Spagna...

Io vedo te! Io vedo te!

Tirato dalla fune, detto e fatto,

si va in cielo, si va in cielo.

Si va come il vento all’improvviso,

guarda, sali, va'!

Andiamo, andiamo in alto, andiamo su,

Andiamo, andiamo in alto, andiamo su,

funiculì, funiculà!

funiculì, funiculà!

in alto, andiamo su,

funiculì, funiculà!

È salita, oh sì, è salita,

la cima ormai! (La cima ormai!)

È andata, poi è tornata, poi è venuta,

è sempre qui! (È sempre qui!)

La cima gira, gira, intorno, intorno,

intorno a te! Intorno a te!

Questo cuore canta sempre al vento:

Sposami, oh sì! Sposami, oh sì!

Andiamo, andiamo in alto, andiamo su,

Andiamo, andiamo in alto, andiamo su,

funiculì, funiculà!

funiculì, funiculà!

in alto, andiamo su,

funiculì, funiculà!

## Altre versioni
In Giappone è molto nota la canzone per bambini 鬼のパンツ (Oninopantsu?) (lett. "i mutandoni dell'oni"), che presenta la medesima base di Funiculì funiculà.